# مانويل أنطونيو لينو
مانويل أنطونيو لينو (بالبرتغالية: Manuel António Lino‏) هو طبيب برتغالي، ولد في 4 يناير 1865 في آنغرا دو هروئيسمو في البرتغال، وتوفي بنفس المكان في 15 يونيو 1927.